# Arzberg (Geras)
Der Arzberg ist eine 487 m ü. A. hohe Anhöhe bei Kottaun, Gemeinde Geras, am Ostrand des Waldviertels, Niederösterreich.
Der Arzberg befindet sich etwa 500 Meter nordwestlich des Ortszentrums von Kottaun an der Straße nach Wolfsbach und weist auf seiner Westseite zahlreiche Pingen und Schürfe auf, die von einem aufgelassenen Tagebau stammen. Der hier aufgefundene Pyroxenit enthält bis zu 40 % Magnetit und wurde bis ins späte 19. Jahrhundert abgebaut und in die Eisenhütten in Josefsthal, Franzensthal oder nach Eisenwerk geliefert. In unmittelbarer Nähe wurde im Jahr 2012 ein neuer Steinbruch eröffnet, in dem Granat (Andradit) plus Magnetit und Hedenbergit gewonnen wurde. Dieser Steinbruch ist seit Frühjahr 2013 nicht mehr in Betrieb und weitgehend aufgefüllt. 